# 江賢妃 (明穆宗)
貞惠賢妃，亦稱為江賢妃、姜賢妃（?—?），名失考。通州人。錦衣衛指揮僉事江泰（亦作姜泰）之女，明朝明穆宗隆慶帝朱載坖之妃。

## 生平
隆慶元年（1567年）三月十七日 ，隆慶帝勑諭禮部：「朕皇子、二女廼李氏生，可冊封為皇貴妃，江氏可冊封為賢妃，以二十七日行禮，其具儀來聞」。三月二十七日，正式行冊封禮，遣英國公張溶、鎮遠侯顧寰持節，大學士高拱、陳以勤捧冊寶行禮。同年四月初九日，授皇貴妃李氏之父李偉為錦衣衞都指揮僉事，賢妃之父江泰為錦衣衞正千戶。隆慶五年（1571年）十二月初十日，因賢妃之父錦衣衛中所帶俸正千戶江泰如李偉之例乞恩，隆慶帝下旨陞其為指揮僉事。萬曆十四年（1586年）三月初八日，「故錦衣衞指揮僉事姜泰」之子姜湖奏乞母黃氏恤典，黃氏是「賢妃姜氏」之母，生前止封恭人，例不應得恤典，明神宗特命與祭一壇。江賢妃的去世時間暫不詳，但是成書於萬曆二十年的《宛署雜記》記昭陵諸妃時，未有江賢妃之名；萬曆三十九年正月的宮中月膳底單，已無江賢妃者，而成書於萬曆四十二年的《明諡記彙編》則稱：「貞惠，穆廟賢妃姜氏，萬曆」。因此，可以推斷江賢妃大約在萬曆二十年（1592年）至萬曆三十九年（1611年）間去世。
《通州志》康熙三十六年刻本稱「姜賢妃，父通州民，世宗時選入宫，時以大名府生員陳萬言女為首，次妃，次高氏女。妃自以年穉，禮儀未諳，讓居第三。上嘉其不妬，賜號賢妃，數賞賚其家云」。由此可知，江賢妃是通州人，在嘉靖年間被選入宮中服侍裕王，當時，裕王後院內以孝安皇后陳氏為首，江氏排名第二，高氏女排名第三。不過，江氏認為自己年紀小，宮廷禮儀尚未熟悉，於是主動讓位給高氏女，自己居於第三位。裕王登基之後，讚賞她不嫉妒的美德，便封她為賢妃，並多次賞賜其家人。此處應是把固安伯陳景行之女孝安皇后誤記為陳萬言之女（明世宗元配孝潔肅皇后）。

## 賢妃冊文
《明穆宗莊皇帝實錄》隆慶元年三月壬午條所收錄的賢妃冊文，節錄如下：
```
「佐乾綱而運化，允資四德之良；贊坤極以承休，夙備三宮之制。令德既登夫妙選，徽稱宜被于褒章。彝典具存，渥恩斯霈。咨爾江氏，各區敏秀，鉅族儲祥。稟性淳和，有如圭如璋之羙；褆身淑慎，得中規中矩之宜。勤勞久效於潛閨，位號宜登於秘掖。進龍軒之參亞，寵數攸隆；被翟褕之等儀，榮光昭奕。匪直鴻名之永耀，抑期內範之恊襄。特封爾為賢妃，錫之冊命。於戲！必敬必戒，恒思繹乎賢稱；克慎克恭，庸凝承乎渥眷。勉相齍敦之職，茂延弓韣之祥。」
```

## 備註
1. ↑  《明書》謂「穆宗莊皇帝……賢妃江氏，諡靜和」[1]，實為誤記賢妃江氏的諡號「貞惠」為「靜和」。
2. ↑   談遷撰《國榷》稱其為「賢妃汪氏」[2]，所載姓氏有誤。